# ماو اسادا
ماو اسادا (باليابانية: 浅田真央 ) (و. 1990  م) هي متزلجة فنية يابانية، ولدت في ناغويا، شاركت في الألعاب الأولمبية الشتوية 2010، والألعاب الأولمبية الشتوية 2014، وتزلج فني على الجليد في الألعاب الأولمبية الشتوية 2010 – سيدات فردي ‏.

## التعليم
تعلمت في جامعة تشوكيو.

## روابط خارجية
- ماو اسادا على موقع IMDb (الإنجليزية)
- ماو اسادا على موقع الاتحاد الدولي للتزلج (الإنجليزية)
- ماو اسادا على موقع أوليمبيديا (الإنجليزية)